# Elobey Chico
Elobey Chico es una pequeña isla de Guinea Ecuatorial, situada al noreste de la isla de Elobey Grande en el Estuario del Río Muni. Posee una superficie de tan solo 19 hectáreas (equivalentes a 0.19 km²). Se encuentra deshabitada.
Esta área insular pertenece al municipio de Corisco dentro de la provincia de Litoral.

## Historia

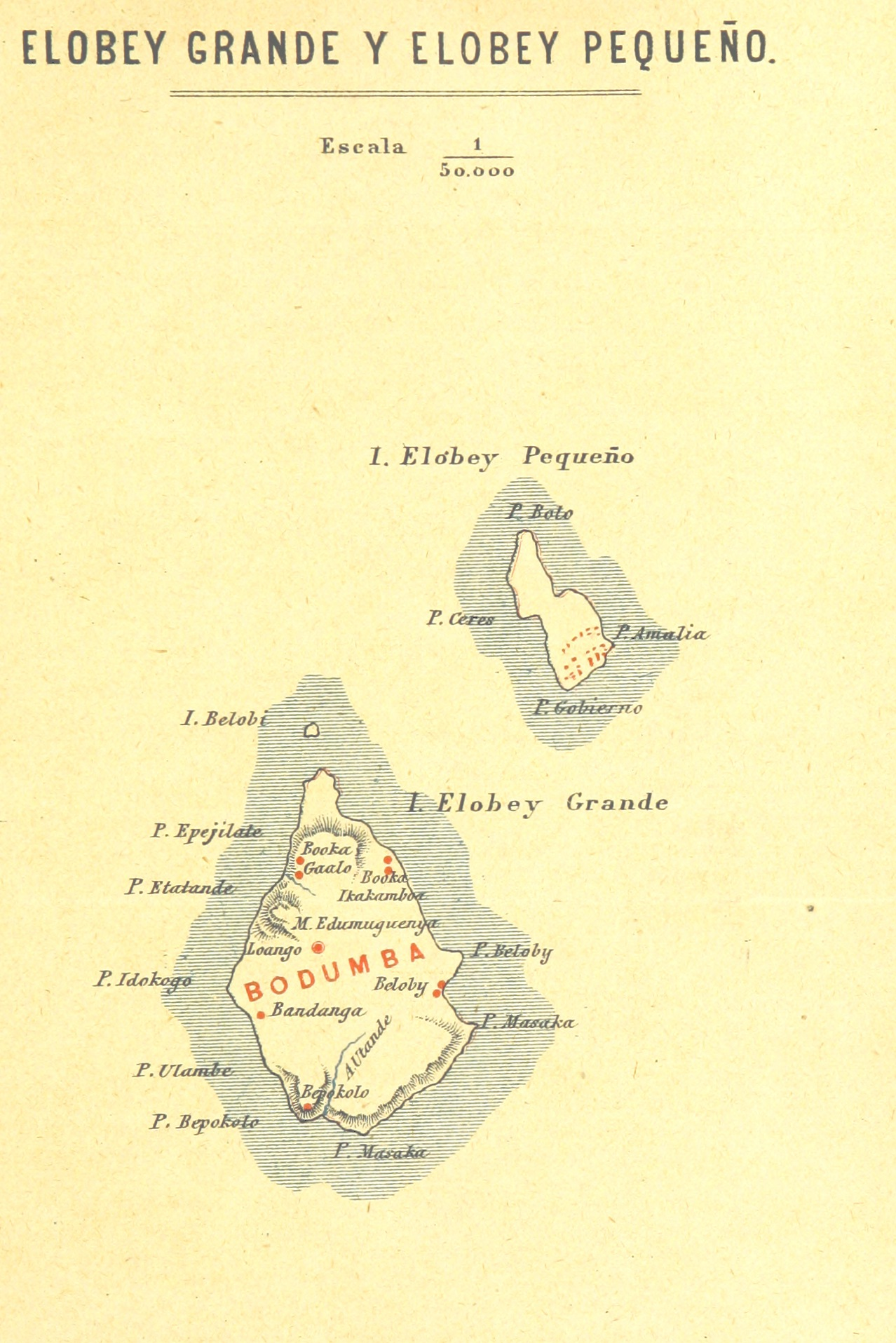
Mapa de las dos islas Elobey en 1887.

En esta pequeña isla de apenas 0.2 km², se estableció entre los años 1884-1926 el gobierno regional de la colonia de Elobey, Annobón y Corisco. En el año 1926 el gobierno trasladaría su sede a Cogo (desde mediados de  los años 50 y hasta la descolonización, Puerto Iradier, en honor al explorador Manuel Iradier), en la parte continental de la hoy Guinea Ecuatorial.
Durante ese tiempo en la ciudad llegó a haber cementerio, cisterna, el edificio de la administración, factorías españolas, portuguesas, inglesas, francesas y alemanas, faro, muelles, viviendas y hasta una misión de los Claretianos.
Desde aquí religiosos y mercaderes comerciaban con las costas de Gabón y Guinea Española, convirtiendo en sus cuatro décadas de vida a este islote en una pequeña pero próspera ciudad. 
Finalmente y tras su abandono en 1926, la selva se ha ido comiendo las ruinas, que aun así a día de hoy todavía son visibles.